# Шоллене
Шоллене (нім. Schollene) — громада в Німеччині, розташована в землі Саксонія-Ангальт. Входить до складу району Штендаль. Складова частина об'єднання громад Ельбе-Гафель-Ланд.
Площа — 65,32 км2. Населення становить 1104 ос. (станом на 31 грудня 2021).

## Галерея

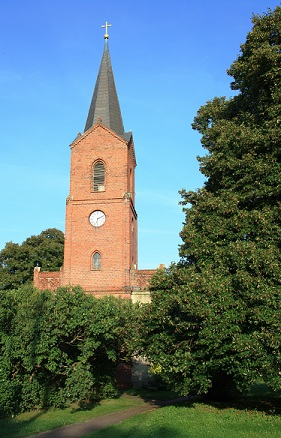
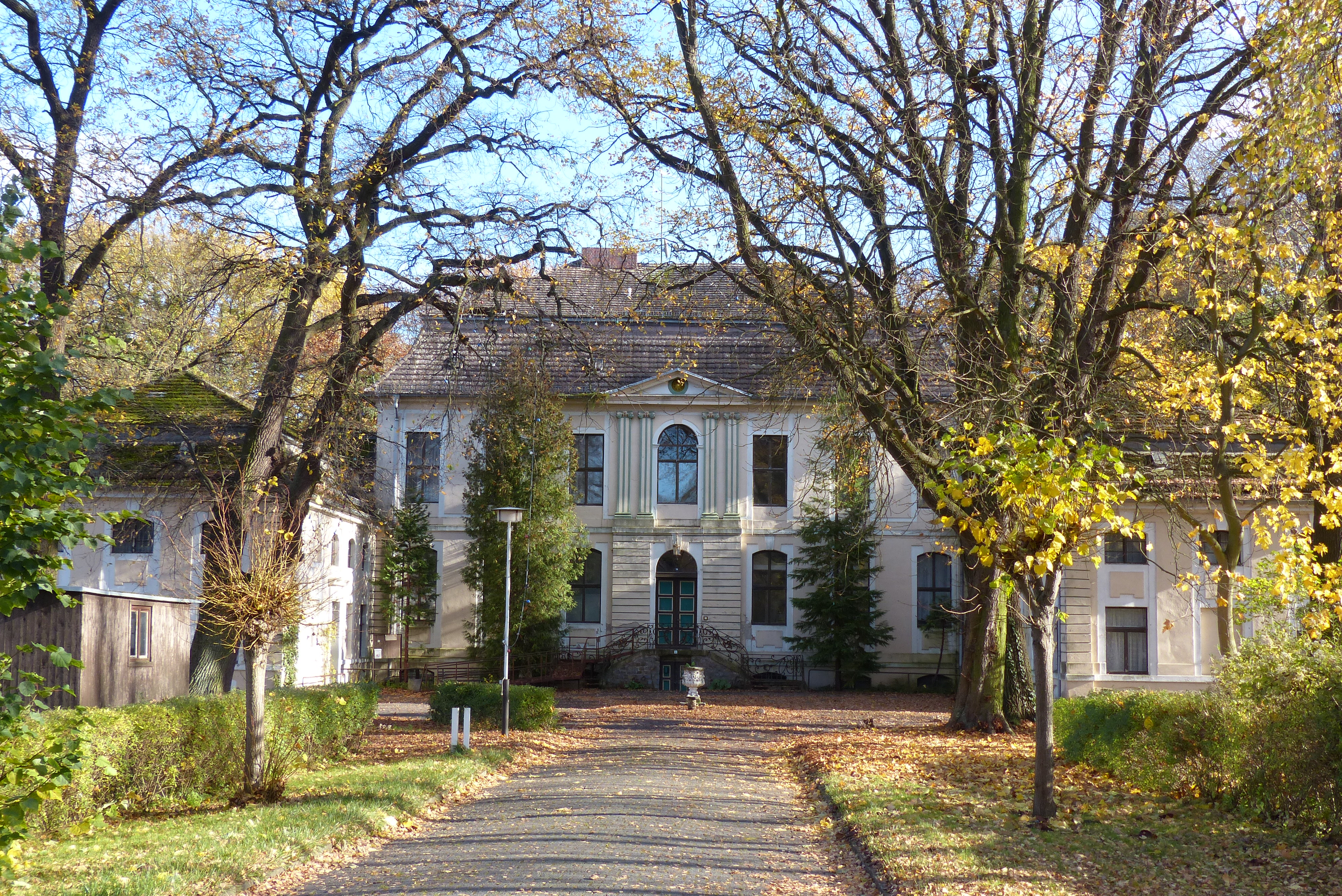
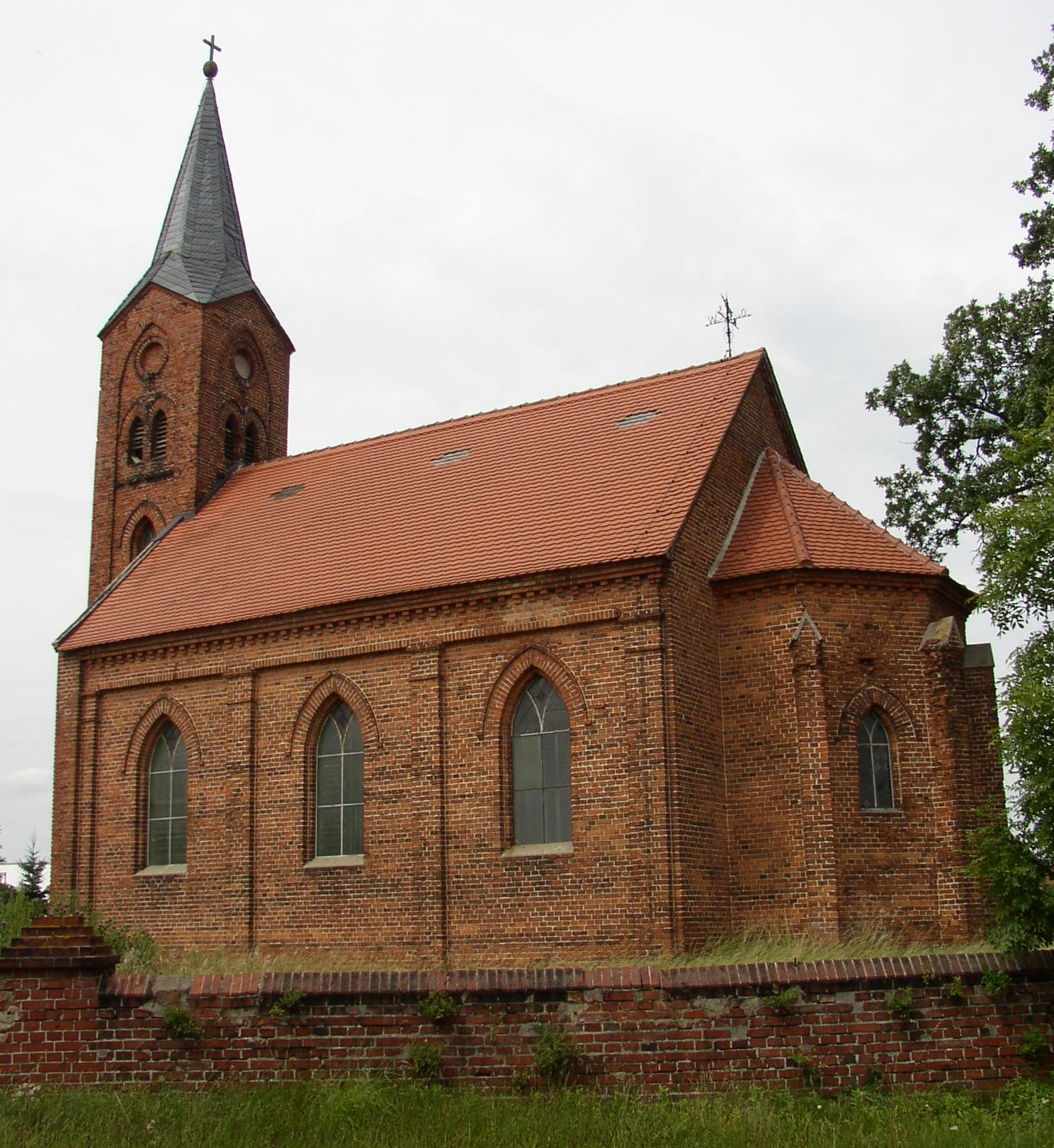